# Guy Vandersmissen
Guy Vandersmissen (25 de desembre de 1957) és un exfutbolista belga que va formar part de l'equip belga a la Copa del Món de 1982. Fou jugador de R. Standard de Liège, K.F.C. Germinal Ekeren, i R.W.D. Molenbeek.